# ニコレッタ・エルミ
ニコレッタ・エルミ（Nicoletta Elmi、1964年2月13日 - ）はイタリア・ローマ出身の元女優、元子役。

## 来歴
叔母はイタリアのTV司会者のマリア・ジョヴァンナ・エルミで、彼女の番組の撮影現場や打ち上げパーティによく出入りしていたエルミを、偶然に目にしたロベルト・マノレッティ監督に見出され、1969年のナタリー・ドロン主演作『姉妹』で映画デビュー。
その後、1971年のマリオ・バーヴァ監督のホラー『血みどろの入江』でクローディーヌ・オージェの幼い娘を演じたのを皮切りに、同じくバーヴァの監督した1972年製作の『処刑男爵』やアンディ・ウォーホールが監修したフランケンシュタイン映画『悪魔のはらわた』、ダリオ・アルジェント監督の『サスペリアPART2』など、1970年代前半に多くのホラーやジャーロ作品に出演し印象的な演技を披露する。
1976年を最後に一時的に映画界から遠ざかるが、1984年に復帰。1985年にはアルジェントが製作を務めたホラー『デモンズ』で映画館のもぎり嬢イングリッドを演じた。
1987年から1988年まで放送のTVシリーズ｢I ragazzi della 3 C｣のレギュラー出演を最後に、医者になるために女優業を引退した。
子役時代をホラー映画の出演で過ごすという珍しい経歴を持つエルミだが、彼女の両親はそういったことはちっとも構わない人々だったという。またエルミ自身もホラー映画でキャリアを始めたことについては好意的で、キャリアの中で最もお気に入りの作品として『サスペリアPART2』を挙げており、自分の仕事してきた中での一番の誇りだという。

## フィルモグラフィー
| 公開年 | 邦題 原題                                      | 役名                     | 備考                          |
| ------ | ---------------------------------------------- | ------------------------ | ----------------------------- |
| 1969   | 姉妹 Le sorelle                                | 食堂車の少女             | 映画デビュー                  |
| 1971   | ベニスに死す Morte a Venezia                   | テーブルの小さな女の子   | クレジット無し                |
| 1971   | 血みどろの入江 Reazione a catena               | レナータとアルバートの娘 | クレジット無し                |
| 1972   | 処刑男爵 Gli orrori del castello di Norimberga | グレッチェン・ハンメル   | 日本劇場未公開 クレジット無し |
| 1972   | 死んでいるのは誰? Chi l'ha vista morire?       | ロベルタ                 | 日本劇場未公開                |
| 1973   | 悪魔のはらわた Flesh for Frankenstein          | モニカ                   |                               |
| 1975   | サスペリアPART2 Profondo rosso                 | オルガ                   |                               |
| 1975   | ナイトチャイルド Il medaglione insanguinato    | エミリー・ウィリアムズ   | 日本劇場未公開                |
| 1985   | デモンズ Dèmoni                                | イングリッド             |                               |